# Nadine Beiler
Nadine Beiler (Inzing, 1990. május 27. –) osztrák énekesnő.

## Pályafutása
Nadine a Tirolban található Inzing faluban nőtt fel, az apja orvos, az anyja masszőr. Karrierje azzal kezdődött, hogy megnyerte az osztrák Starmania tehetségkutató műsor harmadik évadját. 2007 február 16-án kiadta első kislemezét, Alles was du willst (Minden, amit akarsz) címmel.
2011 február 25-én Nadine a The Secret Is Love című dalával elnyerte a jogot, hogy ő képviselje Ausztriát a 2011-es Eurovíziós Dalfesztiválon Düsseldorfban.

## Diszkográfia

### Albumok
| Cím                 |
| ------------------- |
| Komm doch mal Rüber |

### Kislemezek
| Év             | Dal címe              |
| -------------- | --------------------- |
| 2007           | "Alles was du willst" |
| "Was wir sind" |                       |
| 2011           | "The Secret Is Love"  |

## Külső hivatkozások
- Nadine Beiler – The Secret Is Love (Eurovision 2011 Austria)